# Stele di Pithom
La Stele di Pithom è una stele commemorativa egizia eretta durante il periodo tolemaico da Tolomeo II nel tempio della città di Pitom presumibilmente per l'anniversario della sua incoronazione.